# Überacker (Adelsgeschlecht)

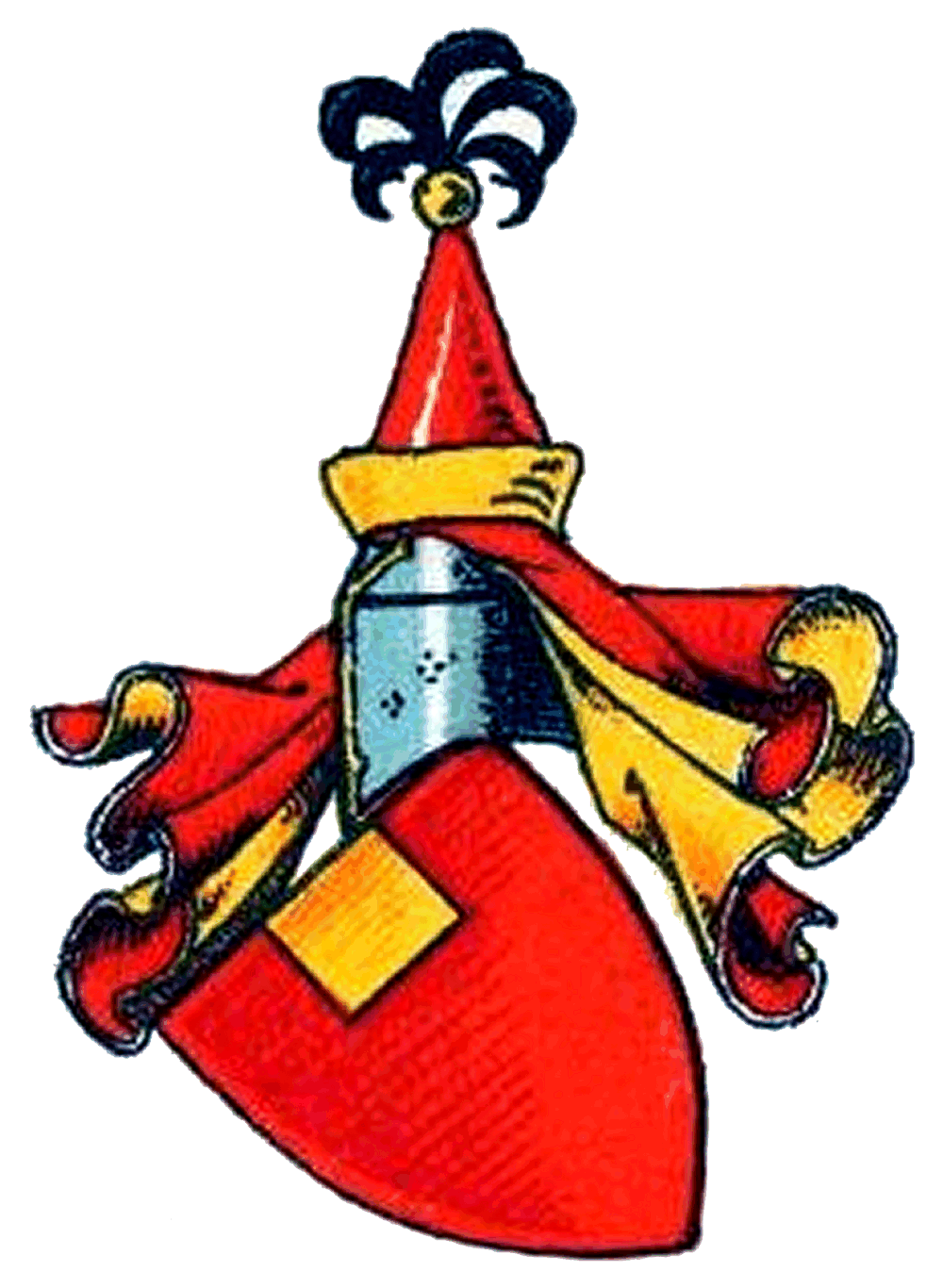
Stammwappen der Überacker

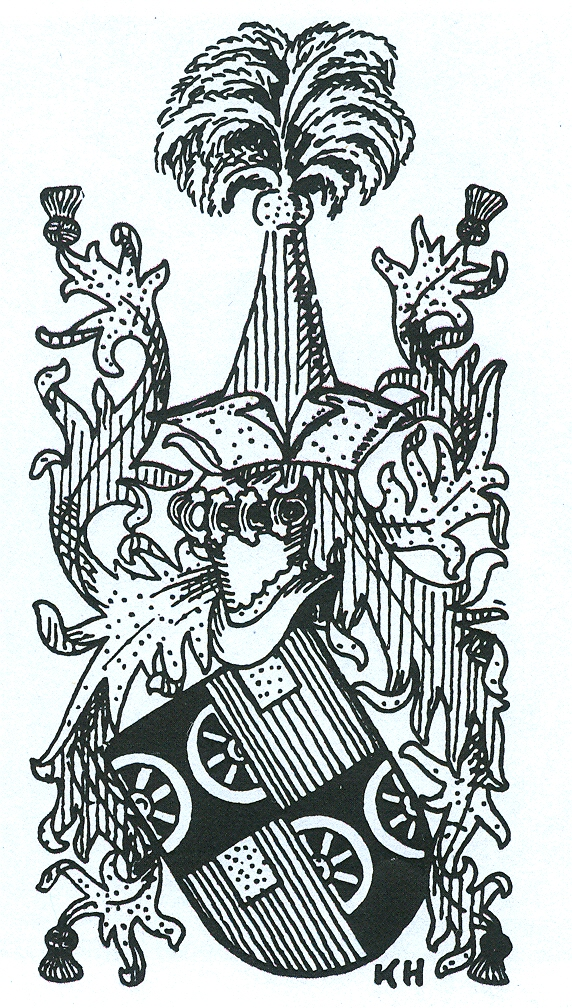
Wappen des Virgil Überacker von 1456, in der Margaretenkapelle von St. Peter, heute Kapitelsaal

Die Überacker (auch Uiberacker oder Ueberacker(n) geschrieben) waren ein seit dem 11. Jahrhundert nachweisbares bayerisches Adelsgeschlecht, das ursprünglich Dienstmannen für die Grafen von Burghausen stellte. Die Familie blühte auf, als ihre Mitglieder über Jahrhunderte hinweg im Erzbistum Salzburg hohe Ämter als Verwaltungsbeamte oder im Militär innehatten und ausgedehnte Besitzungen erwerben konnten. Die Überacker wurden im 17. Jahrhundert in den Freiherrenstand und letztendlich in den Reichsgrafenstand erhoben. Die Familie gilt heute in Salzburg als „ausgestorben“; eventuell gab oder gibt es noch eine Linie der Familie in Niederösterreich, als deren vermutlich letzter Vertreter können der Schriftsteller Ernst Josef Uiberacker (* 28. Mai 1885 in Groß-Enzersdorf, † 14. Juli 1958 in Felixdorf) und dessen Sohn und zwei Enkel angesehen werden.

## Herkunft
Die Überacker hatten ihren Stammsitz ursprünglich im Ort Überackern, nahe der früher bayerischen und nun österreichischen Gemeinde Hochburg-Ach im Bezirk Braunau am Inn von Oberösterreich. Der Ortsname (abgeleitet von Über der (Salz-)Ache) selbst hat zahlreiche Veränderungen hinter sich gebracht (Iparach, Uparachen, Ibrache, Uiberaggern, Überacha, Ibberachen); seit 1850 heißt der Ort Überackern.

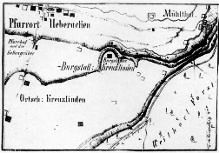
Planskizze des Johann Ev. Lamprecht von der viereckigen Wallburg Burgstall bei Überackern

Die Lagestelle des mittelalterlichen Sitzes in Überackern ist nicht sicher bekannt, obwohl in der Gegend von Hochburg-Ach eine Reihe mittelalterlicher Burgställe und Wehranlagen vorhanden ist (z. B. die Ratzlburg, ein Stammsitz der Rohrer). Eine Vermutung ist, dass der Stammsitz des Geschlechtes der Überacker mit dem „Hochhaus“ gleichzusetzen ist, von dem nur mehr Erdwerk in einer sumpfigen Wiese (ein ehemaliger Teich) beim Bauernhof Braunlechner im Ortsteil Aufhausen von Überackern erhalten ist. Aber auch eine zweite Fundstelle in dieser Gegend, nämlich eine viereckige Wallanlage namens „Burgstall“, bietet sich als früher Sitz der Überacker an. In der Schlacht von Mühldorf von 1322 kämpften die Überacker auf Seiten des Salzburger Erzbischofs Friedrich III. von Leibnitz gegen Ludwig IV. der Bayer; da letzterer diese Schlacht gewann, wurde in der Folge der Ansitz der Überacker zerstört.

## Geschichte der Familie
Als erster dieses Geschlechts wird ein Heinrich I. von Uiberacker genannt, auch ein „liber homo nomine Otto do Uberachin“ († 1137) wird bereits um 1100 erwähnt. Die Überacker sind dann ab dem 13. Jahrhundert in Salzburg nachweisbar. 1281 werden Wichard und Otto, genannt Vberekcher, mit Lehen der Salzburger Kirche belehnt.
Der erste Überacker in Diensten des Erzbistums Salzburg war ein Erhard, der 1385–1593 Burggraf auf Friesach war. Erhard und sein Bruder Mattheus erhalten 1370 von Heinrich Krapff, Bischof von Lavant die Erbhausung und Burghut auf der Feste Pirchenstein. Heinrich Krapff wird als „Schwager“ eines Otto Überacker bezeichnet.
Im Land Salzburg wird 1394 Wolfhart Überacker, Sohn des Johann, erstmals genannt. Er wird von Erzbischof Pilgrim II. von Puchheim mit der Pflege von Lichtentann betraut. 1410 werden Wolfhart und sein Sohn Virgil auf Lebenszeit zudem mit der Feste und Burghut auf Altentann belehnt. Erzbischof Bernhard von Rohr hat 1468 dem Wolfhart Uiberacker und den Söhnen des verstorbenen Ernst Uiberacker auch die freigewordene Pflege Lichtentann als Absentpflege (d. h., dass sie hier nicht persönlich als Pfleger agieren mussten, sondern Vertreter einsetzen konnten) verliehen. Altentann war den Uiberackern als erbliche Pflege bereits 1418 zugefallen, Lichtentann musste hingegen jeweils neu vergeben werden. 1607 wurden beide Bereiche zu einer Pflege zusammengefasst. Nach der Säkularisation gingen Gebäude und Grundbesitz aus beiden Herrschaften an den Henndorfer Bierbrauer Kaspar Moser über.
Mitte des 15. Jahrhunderts hatten die Überacker im Tausch gegen Besitzungen hinter dem Pass Lueg Sieghartstein erworben. 1444 wurden die Uiberacker unter dem Titel Herren von Sieghartstein siegelfähig. Virgil Uiberacker ließ hier vor 1450 eine Burg (Veste) erbauen (dy Veste gen dem Sigharczstain in dem Grunt des Hofs zu Sigharting von new gepawet). Abraham Überacker erhielt 1616 für Sieghartstein eine Brau- und Taferngerechtigkeit (die Taverne, gegründet 1444, steht heute noch). 1610 wurde von Abraham Uiberacker auch die Herrschaft Pfongau erworben, die bis 1873 im Besitz der Familie blieb. Die Hofmarksrechte von Sieghartstein wurden unter Wolf Josef Graf Uiberacker 1820 aufgegeben und nach Neumarkt übertragen.
Am 9. April 1669 wurden die Vettern Wolf Abraham und Wolf Ernst von Kaiser Leopold I. in den Reichsfreiherrenstand erhoben und konnten sich in der Folge Wohlgeboren und auf Sighartstein und Pfangau nennen. Am 27. Oktober 1688 werden Wolf Abraham und seine Kinder in den Reichsgrafenstand erhoben und werden nun mit Hoch- und Wohlgeboren angesprochen. Auch Wolf Dominikus wird am 8. Februar 1694 in den Reichsfreiherrenstand erhoben und kann sich hinfort ebenfalls Wohlgeboren nennen. Schließlich erhebt Kurfürst Johann Wilhelm von der Pfalz als Reichsvikar die Brüder Wolf Dominikus und Wolf Sigmund und deren Vetter Wolf Max Anton in den erblichen Reichsgrafenstand.

### Besitzungen in Salzburg
In Salzburg hatte die Familie Überacker den Gurkerhof 1424 durch den Salzburger Hauptmann Virgil Uiberacker erworben und konnten diesen Besitz bis 1747 halten. Seit diesem Virgil Ueberacker besaßen sie ab 1442 und bis vor kurzem auch das Schloss Sighartstein.

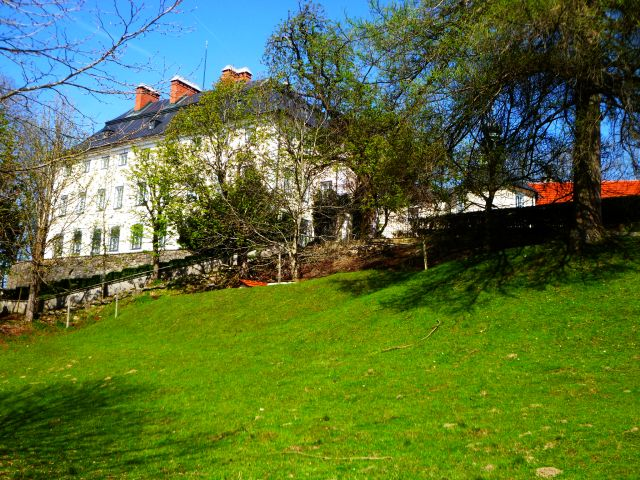
Schloss Sighartstein

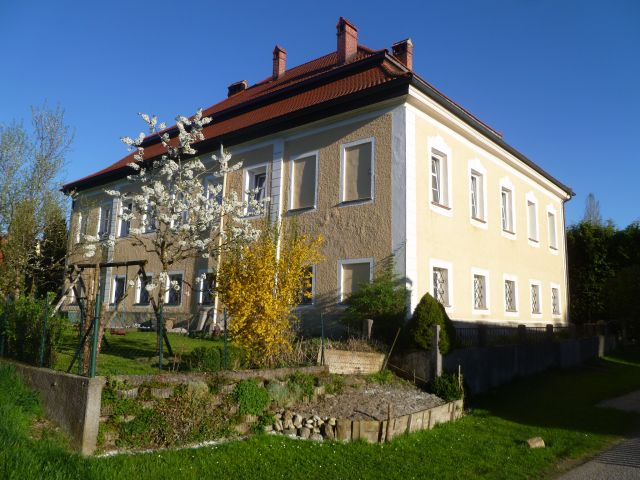
Schloss Pfongau

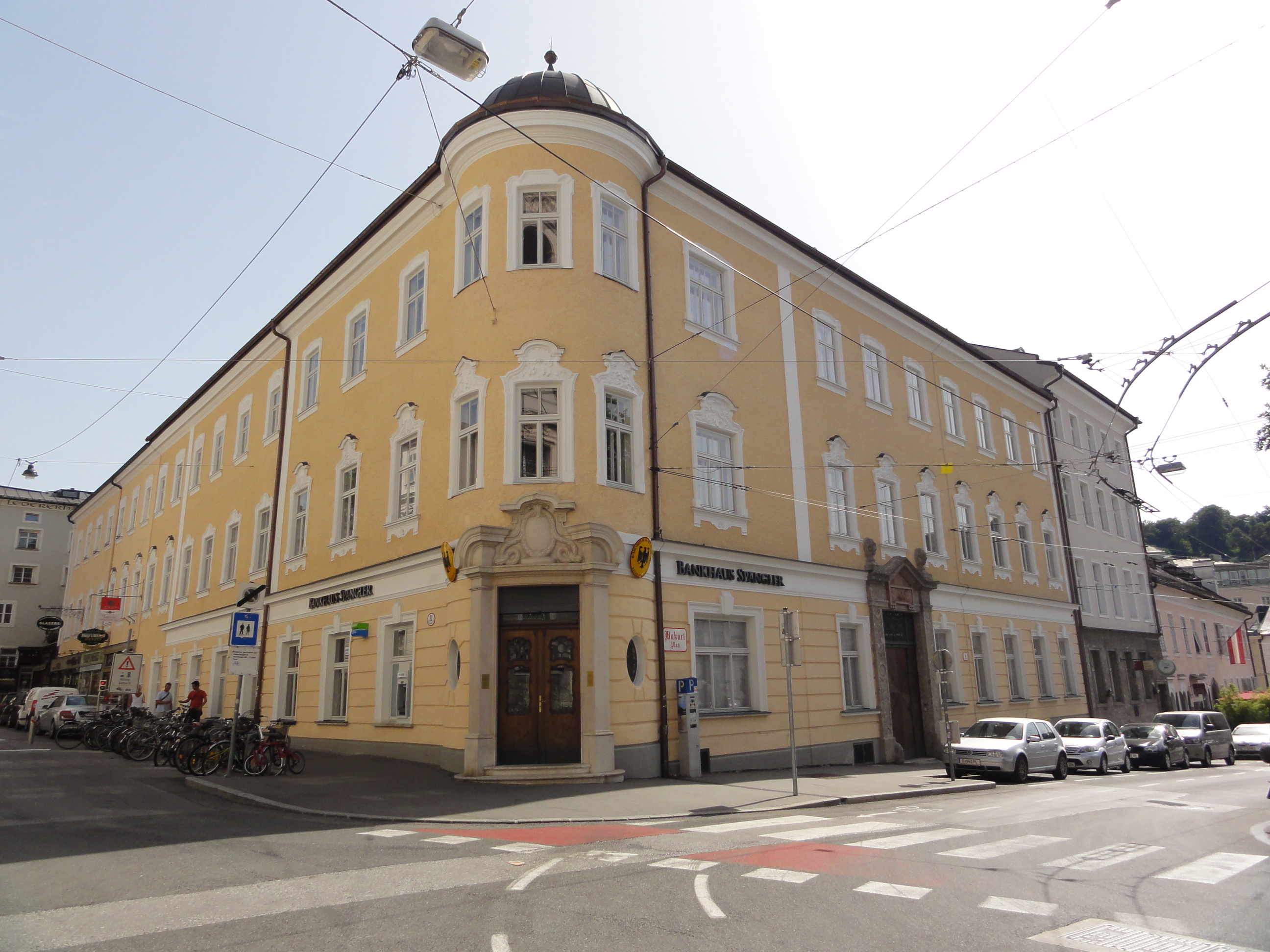
Palais Überacker, Dreifaltigkeitsgasse Ecke Makartplatz in Salzburg

Das Schloss Pfongau war 1610 von Abraham Graf von Uiberackern erworben und blieb bis 1873 im Besitz dieser Familie. In Sam im Salzburger Stadtteil Langwied gehörte der Familie der Bauernhof Weingarten. In Anif besaß Wolf Franz Graf Überacker den Überackerhof. In der Stadt Salzburg kaufte Wolf Maximilian Graf Überacker 1723 das heute Graf-Überacker-Palais genannte Gebäude und baute es zu einem Adelspalast und Wohnhaus für die Familie um.
Unter den Nachfolgern des Abraham Uiberacker († 1607) kam es zu einer Teilung der Familie in eine Siegharsteiner Linie (beginnend mit Wolf Kaspar, † 1666) und eine Pfongauer Linie (beginnend mit Wolf Erenreich, † 1646). Der letzte Überacker der Siegharter Linie im Mannesstamm war Wolfgang Christoph Graf von Uiberacker, von Kaiser Josef II. zum Reichshofrathspräsident in Wien ernannt. Dieser war nicht verheiratet und das letzte männliche Mitglied der Sieghartsteiner Linie. Ihm gelang es aber, seine beiden Schwestern mit einer hohen Summe auszuzahlen und Pfongau und Sieghartstein in einen Fideikommiss umzuwandeln, sodass der ganze Besitz der Familie (bis zum Verkauf von Pfongau 1873) erhalten blieb. Der letzte der Salzburger Uiberacker war offensichtlich Wolf Arnulf Graf von Uibeacker (* 1911, † 1979), der kinderlos starb. Bereits 1964 übernahm Gabrielle Pálffy, eine geborene Uiberacker, den Besitz von Sieghartstein für ihren Sohn Martin Pállfy. Dieser konnte die Besitzungen aber nicht halten und so wurde Sieghartstein 1992 an den Messemanager Arnold Henhapl verkauft. Nachdem dieser 2009 in die Insolvenz geschlittert war, wurde der Besitz versteigert und kam dann nach mehreren Verkaufsversuchen 2012 an Baron Ernst von Gecmen-Waldeck.

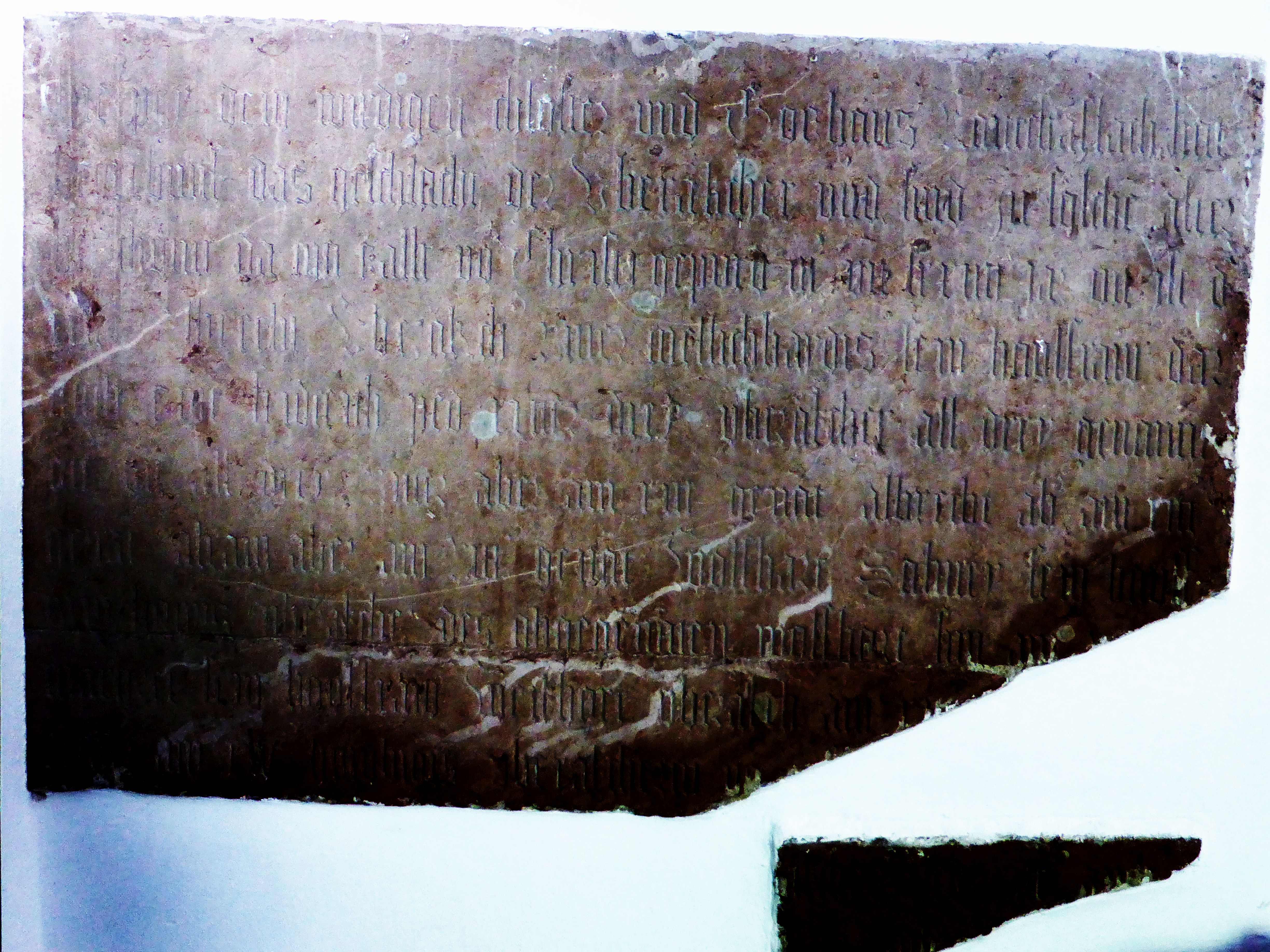
Grabplatte der Überacker in Kloster Raitenhaslach von ca. 1500

### Begräbnisstätten der Überacker
Die älteste Begräbnisstätte der Uiberacker ist das Kloster Raitenhaslach; weitere Begräbnisstätten finden sich im Kloster Au am Inn in Aschau am Inn, im Stift St.Peter, im Salzburger Dom und in Köstendorf.

### Berühmte Familienmitglieder
- Georg Überacker, Bischof Georg II. von Seckau
- Wolfgang Christoph Graf von Uiberacker, Reichshofratspräsident unter Kaiser Josef II.

## Wappen
Stammwappen von 1403
in Rot mittig ein gelber Ort, auf hohem Helm roter Hut mit Stulpe und ein gelber Knopf mit Feder
Wappen des Virgil Überacker von 1456
Schild geviertet, Feld 1 und 4 in Schwarz zwei gegeneinandergestellte halbe goldene (gelbe) Räder, Feld 2 und 3 das Stammwappen; Helmdecken rot-gelb
Gräfliches Wappen von 1688
Schild geviertet mit Herzschild, Feld 1 und 4 in Schwarz zwei gegeneinandergestellte halbe goldene (gelbe) Räder, Feld 2 und 3 in Rot ein leibfarbener Arm, einen Stein in der Hand, Herzschild: das Stammwappen; drei gekrönte Helme: 1. geschlossener schwarzer Flug mit den halben Rädern, Decken schwarz-weiß, 2. roter Hut mit goldener Stulpe, gelber Knopf und schwarzer Federbusch, Decken weiß-rot, 3. der Arm, Decken schwarz-goldenen. Schildhalter zu beiden Seiten: auf einem Tigerpferd sitzender, zum Turnier geschickter und bewaffneter Ritter mit offenem Helm, in der Hand einen Speer haltend, links mit schwarz-weiß, rechts mit schwarz-goldenen Helmfedern.

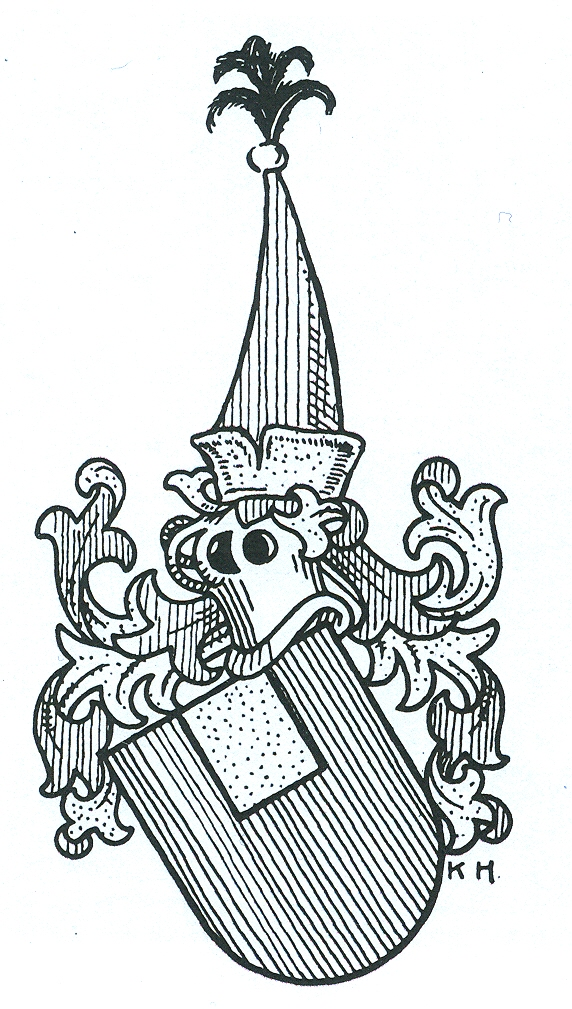
Stammwappen der Überacker nach einer Urkunde des Igelbundes von 1403
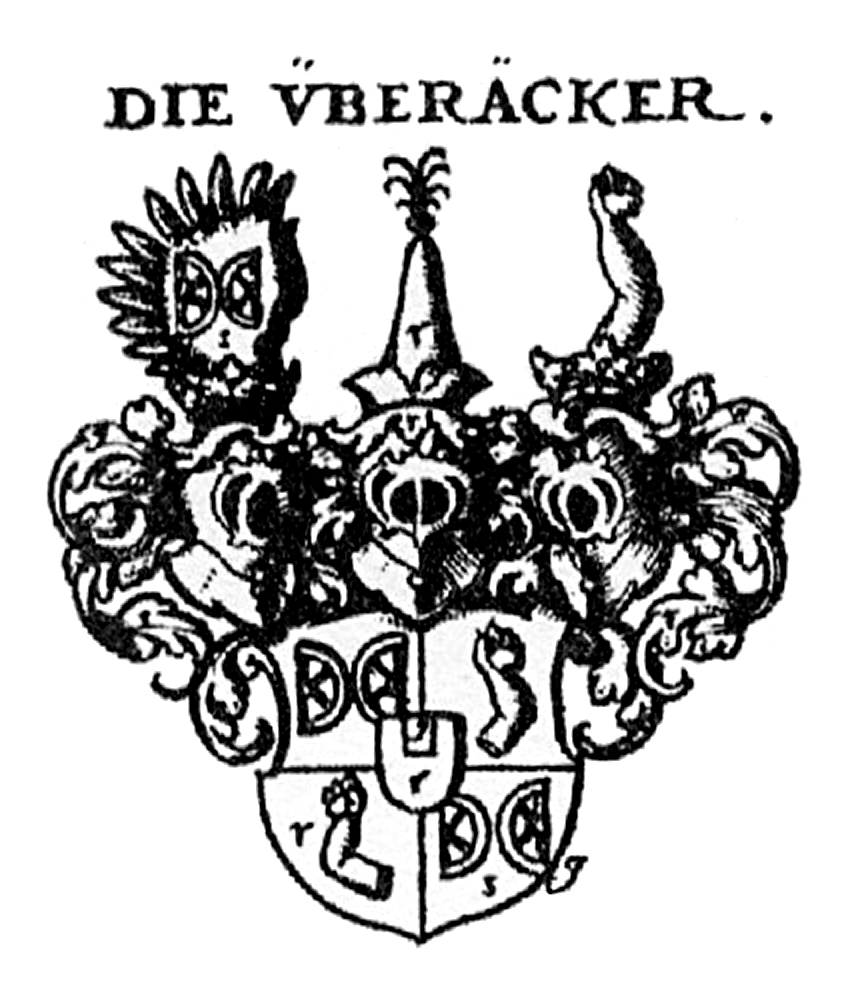
Gräfliches Wappen der Überacker (Siebmacher schwarz-weiß)
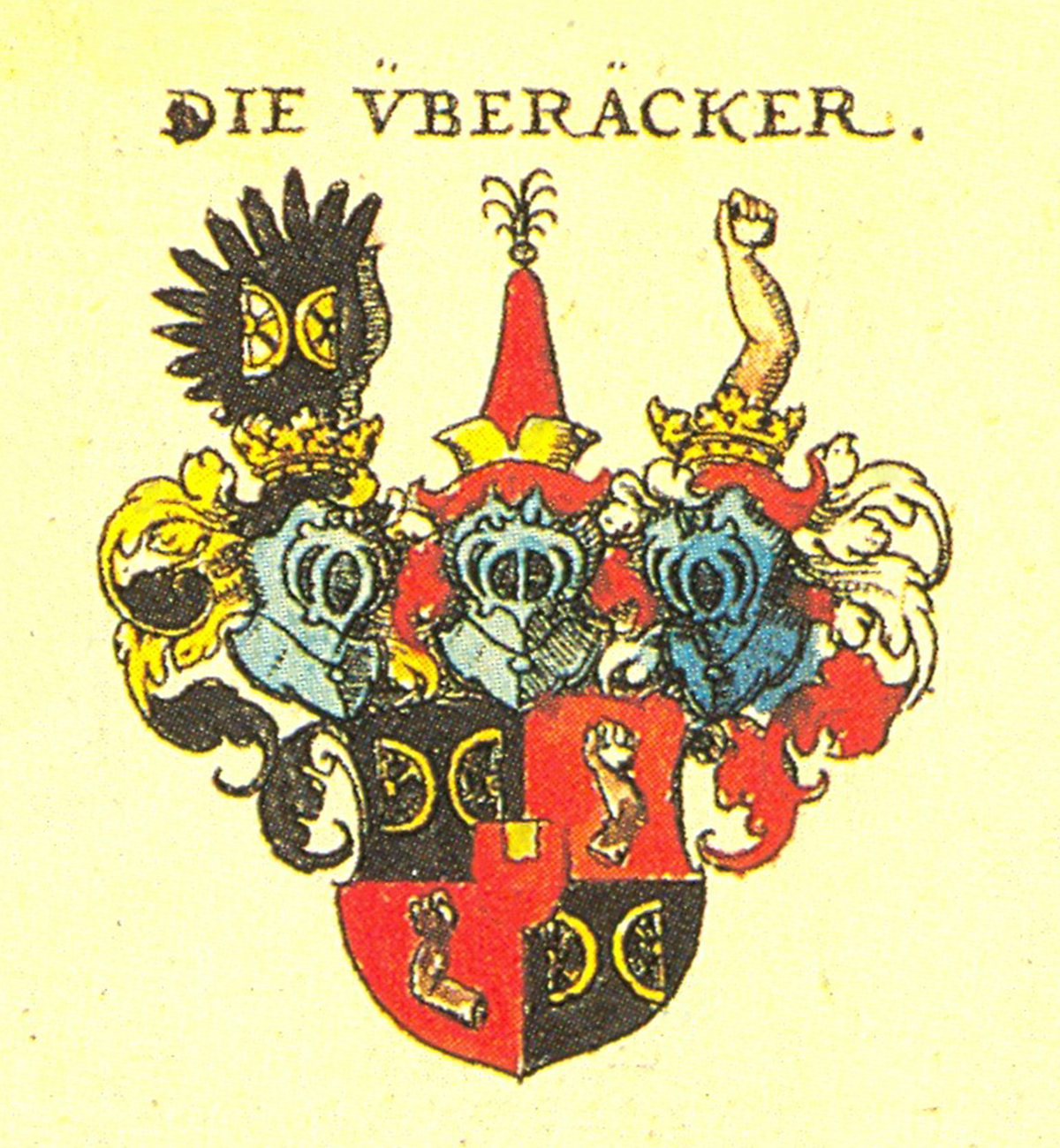
Gräfliches Wappen der Überacker (Siebmacher färbig)
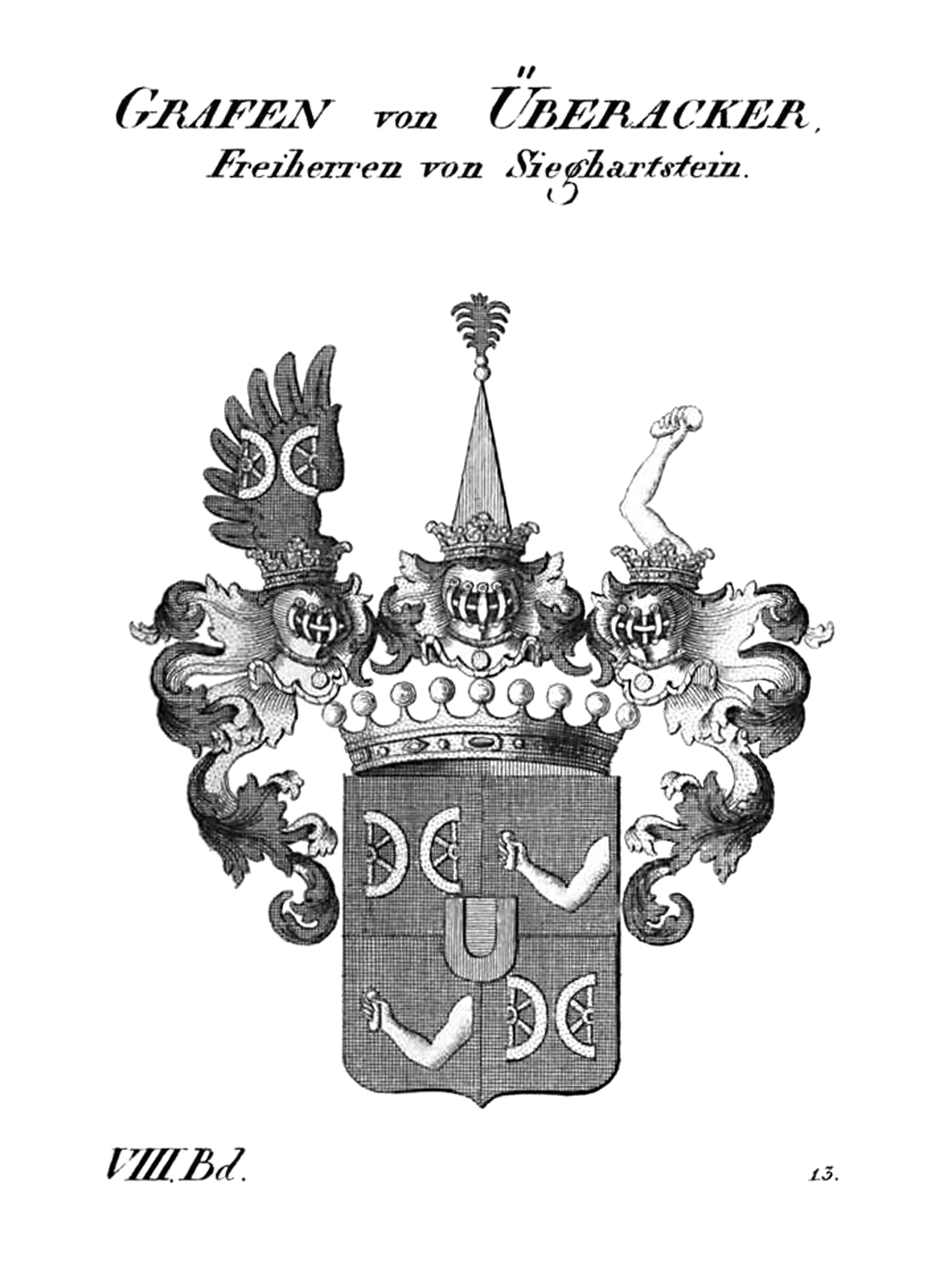
Wappen der Grafen Überacker, Freiherrn von Sieghartstein

## Stammliste der Uiberacker
NN

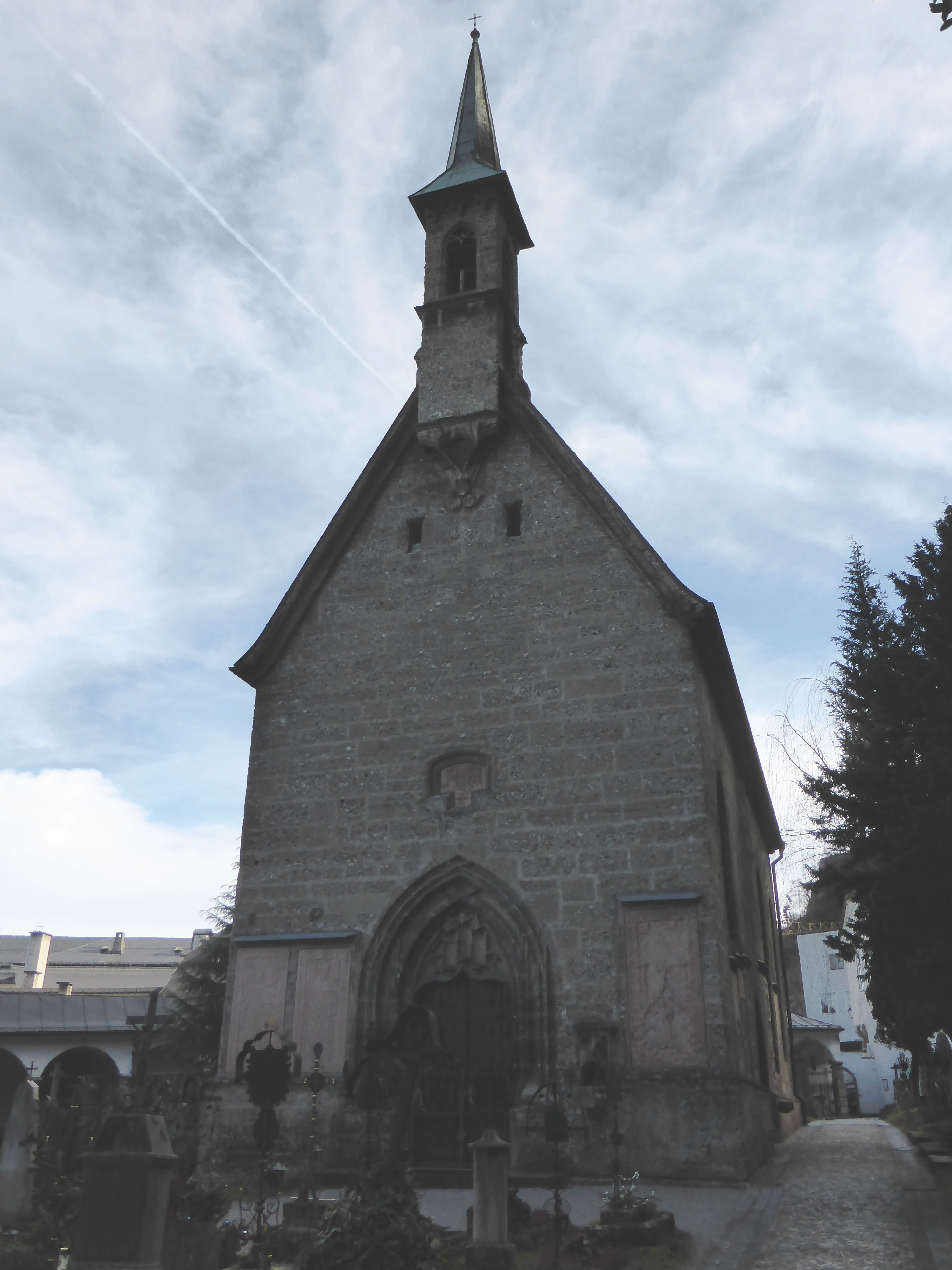
Margarethenkapelle auf dem Petersfriedhof, eine Begräbnisstätte der Überacker

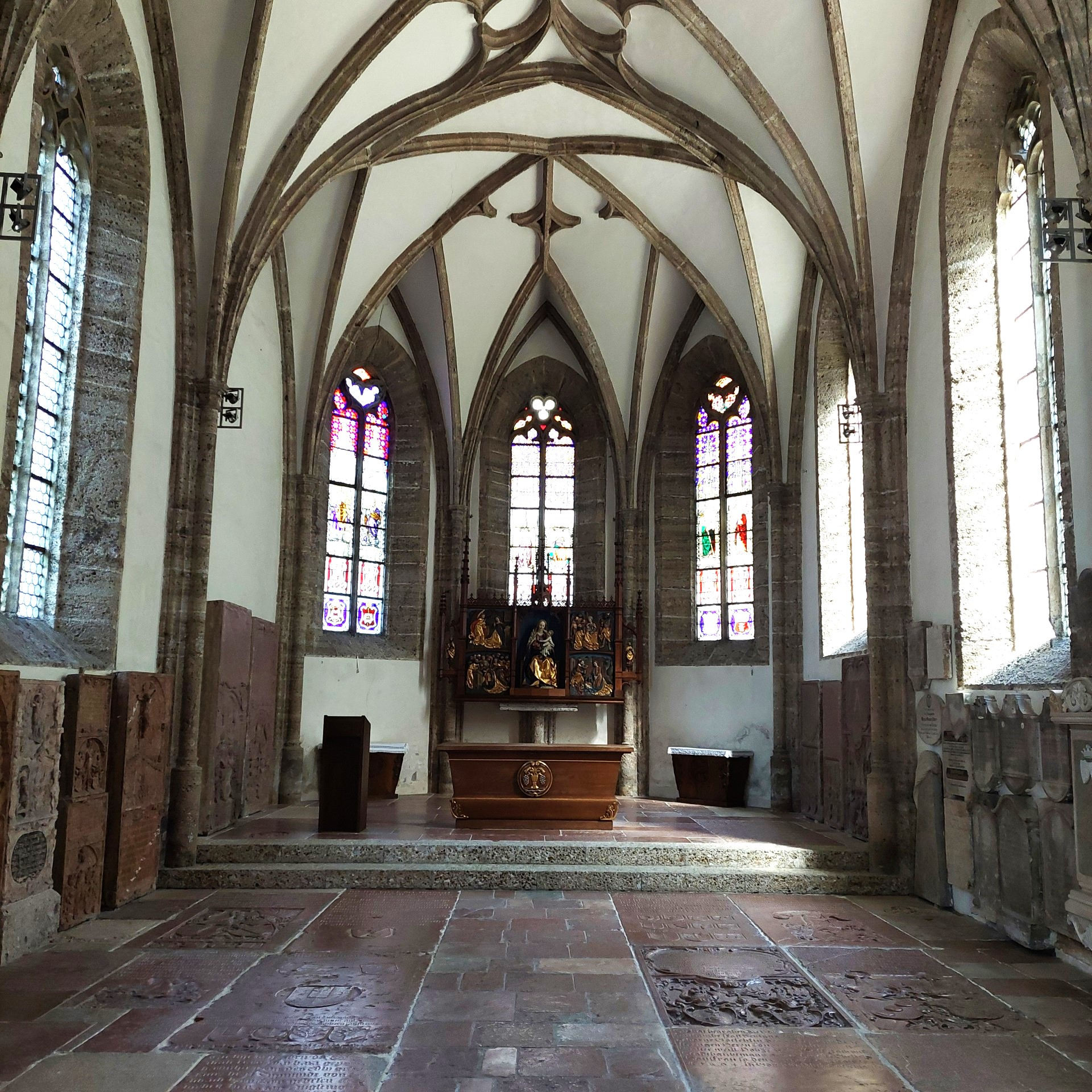
Kirchenschiff der Margarethenkapelle

1. Wolfhart (I. in Salzburg), 1410 Pfleger von Liechtentann, 1418 auch von Altentann, † 1430, begraben in Köstendorf, ⚭ Katharina, Tochter des Ernst von Stockhern
  1. Virgil, Pfleger von Altentann, seit 1429 auf Lebenszeit, nach 1442 nennt er sich von Sieghartstein, † 30. März 1459, begraben in Salzburg (Margaretenkapelle im Petersfriedhof), ⚭ Kunigund Aichpergerin von Rab, † 9. September 1454 (?)
    1. Rupert, Pfarrer von Köstendorf und Laufen, Domherr zu Passau
    2. Wolfhart II., 1461 salzburgischer Rat, Erzbischof Burkhart übergibt ihm und seinen Nachfolgern die Pflege von Altentann, 1468 Pfleger von Lichtentann, † 1481, begraben in Salzburg (Margaretenkapelle), ⚭ Barbara, Tochter des Joachim Seinerstorfer von Mitterkirchen, † 31. März 1458
      1. Matthäus
      2. Ursula, 1468 erbittet sie um Belehnung mit den von ihrer Mutter geerbten Besitzungen

    3. Ernst, † 9. November 1468, begraben in Köstendorf, ⚭ Anna von Wirsberg, Tochter des Bernhard von Wirsberg und der Elisabeth Groß von Trockau
      1. Georg, Dr. decret, Pfarrer von Pöls, 1452 Bischof von Seckau, † 30. Januar 1477, begraben in Seckau
      2. Sabina, † 17. Oktober 1523, begraben in Wels, ⚭ Christoph Jörger zu Reit und Neidharting, Pfleger von Ort, † 9. Januar 1518 zu Jörgen
      3. Ernst, seit 1468 Pfleger von Lichtentann, † 27. September 1469, begraben in Salzburg (Margaretenkapelle)
      4. Walburga, ⚭ ca. 1498 mit Bernhard, Sohn des Wilhelm Ramseider, Pfleger zu Kaprun († Saalfelden)
      5. Virgil, Hauptmann in Salzburg, ab 1463 Pfleger von Lichtentann, Fehde mit Bernhard von Dachsberg zu Seeburg, † 20. November 1532, begraben in Salzburg (Margaretenkapelle), ⚭ Rosina, Tochter des Thomas von Preising zu Kopfsberg und Kronwinkel, ⚭ Brigitta Schmieher zu Wakenstein, † 26. August 1521, begraben in Köstendorf
        1. Hans Wolfhart, 1533 Pfleger von Altentann und Lichtentann, 1541 Bestätigung des Lehens und der Hofmarksrechte (niedere Gerichtsbarkeit) von Sieghartstein durch Kaiser Karl V.,† nach 1573 und vor 1578, ⚭ Katharina, Tochter des Georg Freiherren von Alt- und Neufrauenhofen, ⚭ Veronica von Frauenberg zum Huebenstein
          1. Virgil, 1549 Domherr von Salzburg, Pfarrer von St. Georgen und Köstendorf, † 26. April 1568 in Altentann, begraben in Köstendorf
          2. Hans Jakob, Domherr von Brixen, 1560 Domherr von Salzburg, † 1576
          3. Hans Georg, stud. in Ingolstadt, 1571 Pfleger von Golling, † 21. April 1572, begraben in Salzburg (Margaretenkapelle), ⚭ Maria Löffelholz von Koburg
          4. Hans Sebastian, salzburgischer Kammerrat und Generaleinnehmer der Landschaft, 1580 Pfleger von Hüttenstein, 1587 von Alten- und Liechtentann, † 8. August 1599, begraben in Köstendorf, ⚭ Margarethe, Tochter des Gasteiner Gewerken Marx Zott und der Anna Schiltl
            1. Hans Christof, stud. 1588 in Ingolstadt, † in Ungarn
            2. Virgil, stud. 1588 in Ingolstadt und dann in Padua, † 19. September 1594 in Seitenstetten
            3. Juliana, ⚭ 2. Januar 1594 mit Freiherrn von Pranckh zu Pux
            4. Sophie, ⚭ Alexander Grimming zu Niederrain, fürstlicher Rat und Hauptpfleger auf Hohensalzburg
            5. Sybille, ⚭ Ägid Zott, ⚭ Johann Philipp von Kuenburg
            6. Abraham,[11] stud. 1588 in Ingolstadt und dann in Padua, salzburgischer Kämmerer, Hofkammerrat und Oberststallmeister, 1603 Pfleger von Mittersill, 1606 von Mühldorf, 1607 von Alt- und Liechtentann, 1610 Erwerb des österreichischen Lehens Pfongau, 1616 Brau- und Taverngerechtigkeit für Sieghartstein, † 21. Februar 1607, begraben in Köstendorf, ⚭ Ursula Benigna, Tochter des Friedrich von Taufkirchen zu Gutenberg und Ennsdorf und der Elisabeth von Haus, † 23. Februar 1647 zu Köstendorf
              1. Wolf Dietrich, stud. in Salzburg, 1630 Pfleger von Alt- und Liechtentann, † 23. September 1647, ⚭ Jänner 1632 Maria Anna, Tochter des Wolf Dietrich von Viereck auf Gerzen zu St. Johannesbrunn und Mangern und der Rebekka von Flüting
              2. Wolf Kaspar (Begründer der Sieghartsteiner Linie), stud. in Salzburg und 1627 in Ingolstadt, Offizier im Heer von Johann T’Serclaes von Tilly, salzburgischer Truchsess, Kämmerer und Hauptmann, 1640 Pfleger von Mittersill, 1646 Pfleger von Alt- und Liechtentann, 1660 salzburgischer Oberst, † 6. September 1666 in Köstendorf, ⚭ 1640 mit Katharina, Tochter des Wolf Siegmund von Haunsperg zu Vahenlueg und Neufahrn und dessen Frau Elisabeth Freiin von Closen, † 23. Juni 1679, begraben In Salzburg, St. Peter
              3. Wolf Erenreich (Begründer der Pfongauer Linie), stud. 1622 in Salzburg und 1627 in Ingolstadt, Hauptmann im Heer von Tilly, salzburgischer Pfleger in Landsberg, 1643 Pfleger zu Alt- und Liechtentann, † 26. Juli 1646, begraben in der Margaretenkapelle im Salzburger Dom, ⚭ 1641 Susanne Beatrix, Tochter des Kuno von Losnitz zu Steg und Dötzkirchen und der Maria Jakobe von Pfeffenhausen, † 25. Jänner 1691, begraben im Salzburger Dom
              4. Maria Katharina, ⚭ Freiherr von Pranckh
              5. Susanna Elisabeth, * 28. Jänner 1610 in Köstendorf, † 29. November 1659, begraben im Salzburger Dom, ⚭ Losnitz zu Steg und Neukirch, ⚭ 31. Jänner 1639 mit Hans Jakob von Rost zu Aufhofen und Kehlburg, Pfleger von Mühldorf, † 1655.
              6. Anna Maria, urk. 1644, † zu Hallein
              7. Maria Ursula, * 1620, † 25. Juli 1672, begraben in St. Peter, ⚭ Hans Erenreich Freiherr von Lasser zu Lassereck, Marzoll und Schwarzbach

            7. Hans Wolfhart, * 1570, † 3. Mai 1571 in St. Gilgen
            8. Albracht Hans, * 1577, † 15. August 1577 in St. Gilgen

          5. Hans Warmund, 1577 Pfleger von Altentann, 1578 von Liechtentann, † 21. Juni 1585, vermutlich in Neumarkt, ⚭ Martha, Tochter des Hans Christof von Frauenberg
            1. Hans Siegmund
            2. Hans Ernst

          6. Ursula († 1606), ⚭ Christof von Straß
          7. Maria Salome, ⚭ Johann Georg Hohenfelder, Sohn des Pantaleon Hohenfelder und der Elisabeth Trenpeck
          8. Susanna († 1571), begraben zu Köstendorf, ⚭ um 1565 mit Hans, Sohn des Nikolaus Köllnpöck zu Ottsdorf, salzburgischer Rat

        2. Sebastian, 1555 erzbischöflicher Jägermeister, 1568 Reisemarschall des Erzbischofs Johann Jakob Khuen von Belasi, † 15. Juli 1571 an einer Epidemie, begraben in Salzburg (Margaretenkapelle)
        3. Anna, ⚭ Otto von Offenstetten
        4. Rosina, ⚭ Christoph Stiegelheimer zu Thurnthenning
        5. Weichart
        6. Eberhart

    4. Margareta, Nonne im Kloster Nonnberg, urk. 1446, † 9. März 1477
    5. Kaspar, urk. 1423 und 1436

  2. Heinrich, urk. 1463
  3. Ortolf, auf dem Schloss Haslach zu Aschau, urk. 1411 und 1413
  4. Erhart zu Haslach, 1444 Pfleger zu Haag, 1448 Pfleger zu Althofen in Kärnten, † 9. Februar 1470, begraben in Friesach
  5. Wolfhart V. († 1447), ⚭ Barbara Pfäffinger
  6. Elisabeth, ⚭ Hans von Würsperg
  7. Otto I., Schweiker zu Haslach, urk. 1411 und 1413, ⚭ Kunigunde Kollmann
  8. Wolfgang zu Haslach, verkauft 1411 den Hof Aschau an das Kloster Au am Inn

### Stammliste der Uiberacker (Sieghartsteiner Linie)
1. Wolf Kaspar (s. o.)
  1. Klara Katharina, * Henndorf, 27. Juli 1649, † 29. April 1651.
  2. Wolf Franz, * Henndorf, 28. Juli 1651, stud. 1651 in Salzburg, dann Kriegsdienst, † 1680 bei Philippsburg, begraben in der Kapuzinerkirche zu Waghäusel
  3. Anna Nothburga, * Henndorf, 16. März 1656, † 3. Mai 1701, begraben in St. Peter, ⚭ am 18. Mai 1681 mit Alfons Freiherr Dücker von Haslau, † 1. August 1710.
  4. Wolf Siegmund, * Henndorf, 18. November 1654, 1677 Leutnant im salzburgischen Kontingent im Reich, 1697 Oberstwachtmeister in Heidelberg, Kommandant der Residenzstadt Düsseldorf, 1694 Erwerb des Freiherrenstandes, 1699 Reichsgrafenstand, 1713 Absentpfleger von Alt- und Liechtentann, † 1718 in Düsseldorf, ⚭ mit Sophie Barbara, Tochter des Andrä von Toller und der Barbara von Lampeter
    1. Wolf Friedrich, * Radstadt, 1709 Ruperti-Ordensträger, Rittmeister, 1738 Erbpfleger von Alt- und Liechtentann, † 1744.
    2. Wolf Adam, kurpfälzischer Hauptmann, 1744 Erbpfleger von Alt- und Liechtentann, † 1748

  5. Wolf Abraham, stud. 1651 in Salzburg, Teilnahme am Türkenkrieg, Hauptmann und Kämmerer, 1666 Rat und Truchsess, Pfleger von Alt- und Liechtentann, 1669 Erwerb des Freiherrenstandes, 1688 Erwerb des Grafenstandes, † 10. Oktober 1693 (begraben in Köstendorf), ⚭ 5. Februar 1668 mit Elisabeth Margarete, Tochter des Hans Kaspar Freiherr von Lerchenfeld und Anna Margarete von Stockhausen, † 9. August 1712
    1. Wolf Gandorf, * Köstendorf, 21. Februar 1670, stud. 1680 in Salzburg, 1696 Fähnrich im bayerischen Dragonerregiment, 1703 salzburgischer Leibgardeleutnant, 1713 an den Kämpfen gegen die Franzosen beteiligt, Aufseher des Spitals zu Freiburg i. Br., † 6. Jänner 1714 an einer Epidemie
    2. Wolf Ferdinand, * 18. Mai 1671, stud. 1683 in Salzburg, † 2. September 1686.
    3. Wolf Benedikt, * Henndorf, 2. Mai 1674, Theatiner Mönch Propst des Theatinerklosters in Salzburg
    4. Wolf Edmund, * 2. September 1675, Theatiner Mönch in Passau
    5. Maria Katharina Margarethe, * 1. September 1677, Profess 1697 als Maria Coelestina im Kloster Nonnberg, † 20. Dezember 1699
    6. Maria Josefa, * 4. März 1679, Nonne im Ursulinenkloster Salzburg
    7. Wolf Abraham, * 9. Oktober 1681, 1703 Leutnant im Regiment seines Bruders Wolf Max, Zisterzienser Mönch in Kloster Aldersbach
    8. Wolf Bernhard Paris, * 6. Jänner 1684, † 15. Oktober 1726, begraben in St. Peter
    9. Wolf Max Josef Kajetan, * Henndorf, 7. April 1669, stud. 1679 in Salzburg, 1697 salzburgischer Kämmerer, 1701 Pfleger von Werfen, 1707 Oberst von Freiburg im Breisgau, 1714 Kommandant von Hohensalzburg, Landoberst und Kriegsratsdirektor, 1702 Absentpfleger von Alt- und Liechtentann, 1731 Kommandant der kaiserlichen Truppen zur Niederschlagung des Protestantenaufstandes, 1735 salzburgischer Generalwachtmeister, † 22. Februar 1738 in Salzburg, ⚭ vor 1693 mit Klara Margarete Violoanta, Tochter des Wilhelm Freiherrn von Gehböck zu Sulzmoos und Arnbach und der Martha Elisabet von Rohrbeck, † 14. Oktober 1763 (96 Jahre alt!)
      1. Maria Eleonore Wilgefortis, † 1697 in Waging
      2. Wolf Josef, * Werfen, 1. April 1702, stud. 1699 in Salzburg, Edelknabe beim Kurfürsten von der Pfalz, Jesuit
      3. Wolf Christian, 1710 Ruperti-Ordensritter, Edelknabe des Pfalzgrafen von Neuburg Franz Ludwig (Bischof von Worms und Breslau, 1716 Kurfürst von Trier), † 18. Januar 1716 in Trier
      4. Wolf Max, * 26. Februar 1714, Edelknabe bei der Kaiserinwitwe Amalia, 1733 als „Pater Wolfgang“ im Benediktinerkloster Mondsee, † 2. April 1742
      5. Maria Eleonore Rosa Elisabet, * Salzburg, 5. Juli 1703, ⚭ am 16. November 1728 mit Johann B. Gaun von und zu Lowenzony
      6. Wolf Anton, stud. 1714 in Salzburg, 1716 Ruperti-Ordensritter, 1723 Kämmerer, 1738 Hofkriegsrat, erhält bei der Erbteilung Sieghartstein, 1746 bayerischer Kämmerer als Hauptmann im bayerischen Leibregiment, 1754 Hofmarksfreiheit für Sieghartstein, 1766 Absentpfleger von Altentann, † 10. Oktober 1774, ⚭ am 17. Jänner 1730 in Wien mit Johanna Katharina Elisabet, Tochter des Johann Christof, Edler Herr von Gudenus, und der Maria Klara von Thanovat, † am 2. November 1776 in Salzburg (St. Andrä)
        1. Wolf Christof, * Landersdorf, 29. Mai 1733, stud. in Salzburg, 1756 Kämmerer und Hofrat, 1758 kaiserlicher Reichshofrat, 1778 Reichshofratspräsident, 1791 Konferenzminister in Reichssachen, übernimmt 1774 Sieghartstein und das Haus in Salzburg, Absentpfleger von Altentann, † 15. Mai 1801 in Wien, begraben in Köstendorf; Letzter der Sieghartsteiner Linie
        2. Maria Klara, * Oberwölbling, 3. Oktober 1734, † 11. Februar 1797 in Salzburg, ⚭ in Köstendorf mit Christof Josef, Sohn des Josef Richer Grafen Kletztl von Altenach auf Schallaburg und der Eleonore Leopoldine Gräfin Ferrari
        3. Maria Josefa Violanda, * Köstendorf, 21. Juni 1738, † 25. Mai 1763, begraben in Köstendorf

      7. Wolf Franz, * Freiburg, 5. November 1706, stud. 1717 in Salzburg, Edelknabe beim Kurfürsten von der Pfalz, 1722 Ruperti-Ordensritter, 1927 Kämmerer, 1732 salzburgischer Hauptmann, 1741 Oberforstmeister, 1742 Vizejägermeister, † 13. März 1776, begraben in Mülln, ⚭ 1732 mit Maria Rosa, Tochter des Franz Freiherrn von Leonrod und der Maria Theresia Freiin von Siegertshofen, † 15. November 1750 in Anif, ⚭ 8. August 1751 mit Maria Beatrix Theresia, Tochter des Peter Josef Albrecht Riederer, Freiherrn von Paar, † 7. Juni 1774, begraben in Mülln

  6. Wolf Dominikus, * 1636, stud. In Salzburg, 1669 Truchsess, 1671 Hofrat, 1681 Pfleger zu Tetlham und 1701 von Kropfsberg, 1694 Erwerb des Freiherrenstandes, 1712 kurpfälzischer Reichsgraf, † 19. Jänner 1713, begraben in Köstendorf, ⚭ am 26. Jänner 1684 mit Maria Dorothea, Tochter des Ludwig Franz Freiherr von Rehlingen und der Maria Anna von Grimming zu Niederrain, † 20. Oktober 1686, begraben in St. Peter, ⚭ am 6. Oktober 1687 mit Barbara Rosina, Tochter des Hans Rudolf Freiherrn von Pfalz und der Maria Johanne zu Egersberg und Höch, † 22. Juni 1731, begraben in Köstenberg
    1. Wolf Josef, * Waging, 28. März 1689, Jesuit
    2. Maria Anna Regina Theresia, * 31. Juli 1690, † 31. Juli 1702, begraben in St. Peter
    3. Maria Johanna Josefa, * 18. Oktober 1691, † 26. März 1739 in Sieghartstein
    4. Maria Katharina, * 13. Juni 1693, Englisches Fräulein in München, † 10. März 1717
    5. Maria Euphemia Elisabet, * 30. September 1700, Englisches Fräulein in München
    6. Maria Anna Katharina, * Zell am Ziller, 17. September 1702.
    7. Wolf Ludwig Anton, * Waging, 20. Juni 1698, Baccelaureus der Philosophie, 1723 Kämmerer und Hofrat, 1748 Erbpfleger von Altentann, Herr von Pichl und Oberweißburg im Lungau, † 16. Juni 1766 in Salzburg, begraben in Köstendorf, ⚭ Maria Rosa Josefa, Tochter des Raimund Dionys Freiherr von Rehlingen und der Maria Violanta Freiin von Lichtenau, † 11. Juli 1781, begraben in St. Peter
      1. Wolf Leopold, * Tittmoning, 13. Oktober 1733, 1739 Ruperti-Ordensritter, 1759 Kämmerer, 1761 Hofrat, 1766 Pfleger von Tittmoning, † 25. März 1794 in Tittmoning, ⚭ 27. November 1766, Maria Josefa, Tochter des Anton Graf Lodron und der Maria Anna Gräfin von Pisnitz, † 4. September 1781, begraben in Tittmoning
      2. Maria Theresia, * Tittmoning, 4. September 1737, ⚭ in Baunau am 28. Dezember 1766 mit Franz Xaver Freiherrn von Ingenheim, bayerischer Kämmerer und Rittmeister
      3. Maria Josefa Margarethe, * 20. März 1741, ⚭ in Tittmoning am 18. Februar 1765 mit Klement Josef, Sohn des Georg Josef Graf Seinsheim und der Leopoldine Gräfin Maitini
      4. Wolf Josef Ludwig, * 4. Juni 1743, 1773 Kämmerer, 1777 Hofrat und Hofkammerrat, 1801 Absentpfleger von Altentann, 1809 Landwehrhauptmann, 1811 königlich-bayerischer Hauptmann à la Suite, 1812 bayerischer Kämmerer, † 5. Dezember 1891, begraben in St. Peter, Letzter der sog. und nur kurzfristig bestehenden Tittmoninger Linie

### Stammliste der Uiberacker (Pfongauer Linie)
1. Wolf Erenreich (s. o.)
  1. Wolf Ernst, * Zell am Ziller, 23. August 1642, 1666 Truchsess, 1668 wirklicher Hofrat, 1668 Freiherrenstandserwerber, Pflegsadministrator von Tetlham, 1671 Pfleger von Werfen, 1693 von Radstadt, 1697 Absentpfleger von Altentann, † 15. April 1703, ⚭ am 15. Februar 1672 im Salzburger Dom mit Maria Anna Ursula, Tochter des Ferdinand Gottlieb von Rehlingen und der Mutter Ursula Maria von Mabon zu Emsburg, † 3. September 1711 in Radstadt
    1. Wolf Max Anton, * Salzburg, 5. Juni 1675, 1702 Kämmerer, 1703 Administrator der Pflege Radstadt, 1705 Pfleger, 1712 Grafenstandserwerber, † 29. November 1717 in Radstadt, ⚭ Anna Maria Ursula, Tochter des Franz Gottlieb von Rost zu Aufhofen und Kehlburg und der Maria Franziska von Grimming zu Niederrain, † 3. Mai 1720 in Radstadt
    2. Maria Anna Elisabet, * Werfen, 31. Oktober 1677, 1698 „Maria Scholastika“ Nonne im Kloster Frauenchiemsee, † 26. März 1722
    3. Wolf Franz Josef, * 27. Dezember 1687, 1691–1698 im Collegium Rupertinum
    4. Wolf Ferdinand Theophil, * Werfen, 15. Mai 1680, 1701 Rupertiordensritter in kurpfälzischen Militärdiensten, † gefallen 15. November 1703 als Leutnant vor Mastrich
    5. Wolf Ernst Kajetan, * 13. August 1681, 1699 als „Pater Ernst“ Benediktiner im Kloster Kremsmünster, 30 Jahre Pfarrvikar von Neuhofen, † als Pönitentiar im Kloster Adlwang am 6. März 1741
    6. Wolf Ludwig Sebastian, * 30. Jänner 1683, stud. 1694 in Salzburg, 1700 als „Pater Rudolf“ im Kloster Admont, Priester 1705, † als Pfarrer zu Gaishorn, 25. Mai 1727
    7. Maria Sydonie Susanna, * 26. Februar 1684, † in Werfen, 13. Februar 1739, ⚭ in Mariapfarr am 6. Mai 1711 mit Anton Kajetan Schaffmann von Hämerles, Pfleger von Moosham, † in Moosham 23. April 1714
    8. Maria Theresia, * 7. Juli 1685, † vor 1703.
    9. Wolf Johann B., * 6. Jänner 1687, † vor 1703.
      1. Wolf Ernst Franz, * Radstadt, 19. November 1705, 1720–1727 Rupertiordensritter, 1727 als „Pater Coelestin“ im Kloster Admont, 1731 Priester, † 10. Mai 1735
      2. Wolf Erst Anton. * 24. Mai 1718 (Posthumus), 1730 Expektant des Rupertiritterordens, 1736 Fähnrich in Kurbayrischen Diensten, 1737 Kampf gegen die Türken, 1742 Hauptmann, 1743 salzburgischer Kämmerer, 1748 Bewachung der Schanzpfähle in der Festung Mastricht, † 28. April 1748, begraben bei den dortigen Dominikanern
      3. Wolf Franz Anton, * 31. Januar 1707, 1738 Hofkammerrat, 1740 Kämmerer, 1742 Pfleger von Mattsee, 1752 von Mühldorf, 1776 Absentpfleger von Altentann, † in Mühldorf, 12. Oktober 1787, ⚭ 1744 mit Maria Helene, Tochter des Freiherrn Stirzl von Buchhein und der Maria Anna von Andlau, † in Mühldorf 24. Februar 1771, ⚭ Mühldorf 15. Juni 1772 mit Karoline, Tochter des Max Siegmund Grafen Kuenburg und der Maria Josefa Freiin von Rehlingen, † in Salzburg (St. Blasius), 11. April 1797.
        1. Maria Theresia Ursula, * Mattsee, 19. November 1747, † 1. Jänner 1823, begraben in Salzburg (Franziskanerkirche), ⚭ Laufen, 9. November 1767, Leopold Franz Freiherr Auer zu Winkl
        2. Maria Anna Helene, * Mattsee, 16. April 1749, † 10. Juli 1827, ⚭ Maximilian Freiherr Mayrhofer zu Klebing, Ritter des bayerischen Georgsordens und Gutsbesitzer
        3. Maria Sophie, * Mühldorf, 16. September 1752, † Mühldorf, 18. Dezember 1821.
        4. Maria Katharina, * Mühldorf, 12. März 1754, † vor 1821, ⚭ Mühldorf, 2. Juni 1778, Franz Stefan Freiherr von Schackmin, Kaiserlicher Regierungsrat in Freiburg i. Br.
        5. Aloisia Maximiliana, * Mühldorf, 16. Mai 1776, † Tittmoning, 26. September 1808.
        6. Walter Hieronymus, * Mühldorf, 10. Mai 1780, 1787–1793 Rupertiordensritter, 1801 Nachfolger auf Sieghartstein, 1804, wirkl. Kurfürstlicher Regierungssekretär, † Salzburg, 7. Februar 1806, ⚭ Klagenfurt, 29. Oktober 1804, Antonia, Tochter des Leonhart Grafen Christalnigg und der Maria Gräfin Gaisruck, † um 1853.
        7. Wolf Josef, * Mühldorf, 22. Dezember 1785, 1893 Rupertiordensritter, 1806 Übernahme von Sieghartstein, 1815 königlich-bayerischer Kämmerer und Hauptmann à la suite, 1819 Erbpfleger von Altentann, resigniert 1820 die Hofmarksfreiheit an Österreich, † 12. Mai 1823, ⚭ 22. August 1821, Theresia (Thekla), Tochter des Freiherrn Franz Xaver von Ruffin und der Walpurga Freiin von Fraunberg, * 23. September 1799, als Witwe verheiratet am 22. Juli 1827 mit Erasmus, Sohn des Konrad Freiherrn von Malsen und der Flora Freiin von Landenberg, 1837 Erwerb von Schloss Marzoll, † 11. Juli 1980 in Marzoll
          1. Wolf Hieronymus, * 20. September 1823, k.u.k. Oberleutnant bei den Ulanen, k.u.k. Kämmerer, Erbpfleger auf Alt- und Liechtetann, † 20. Dezember 1879
          2. Wolf Otto, * 4. August 1822, k.u.k. Kämmerer, Leutnant im k.u.k. Kürassierregiment Nr. 7, erbt von seiner Tante Maria Anna Helena das Gut Klebing bei Mühldorf, 1823 Erbpfleger auf Altentann, † Klebing, 20. Dezember 1879, ⚭ Pest, 16. Juli 1844 mit Risa (Therese Dezseri Baro), Tochter des Michael Freiherrn von Rudnyánsky-Dezer und der Therese von Bernrieder, * Szent-Andras, 28. Juni 1824, † Csabacsüd, 13. April 1901.
            1. Irene, * 30. Mai 1845, † Klebing 1866.
            2. Helene Therese Katharina, * Klebing, 13. Februar 1847, † Wispach bei Oberalm, 29. September 1908, ⚭ Salzburg, 4. Juni 1870 mit Daniel, Sohn des Kasimir Grafen Esterházy zu Galantha und der Henriette Baronin de Montval, * Pressburg 4. Juni 1843, † Salzburg, 19. November 1923.
            3. Gisela, * 1. Jänner 1848, k.u.k. Sternkreuzdame, † München, 29. November 1911, ⚭ Salzburg, 18. März 1872, Ernst, Sohn des Karl Freiherrn von Leonprechting und der Franziska Gräfin Erdöly, † Brannenburg, 1. Oktober 1878
            4. Gabriele, * 7. April 1849, k.u.k. Sternkreuzdame, ⚭ Reichenhall, 10. Oktober 1871, Heinrich, Sohn des Josef Oswald Grafen von Thun-Hohenstein und der Gräfin Salm-Reifferscheid, † 8. Juli 1886
              1. Wolf Arnulf, * 8. Juni 1855, † 15. Dezember 1892.
              2. Marie Agnes, * 20. August 1857, ⚭ 26. März 1889 mit Wolfgang Hohenadl
              3. Wolf Friedolin, * 9. Juni 1860, k.u.k. Kämmerer, Erbpfleger von Altentann, † Ramsau, 17. August 1932, ⚭ Berettö, 25. Juli 1907, Helene von Pálka, geb. Liptó-Szent-Miklos
              4. Adele Berhardine Irene, * 20. Mai 1867, Sieghartstein, † 9. April 1943, Érszakácsi, ⚭ 17. April 1895, Lamoral Adam Gabriel Maria Baron von Braunecker,* 19. Februar 1850, Verona, † Csabacsüd 29. Dezember 1905.
              5. Wolf Othmar, * Klebing, 18. August 1851, k.u.k. Kämmerer, Erbpfleger von Altentann, † Aigen, 25. März 1917, ⚭ Marie Seraphine, Tochter des Georg Ritter von Aichinger und der Maria, geb. Wickhof, * Haag, Niederösterreich, 10. Januar 1855, † Aigen, 7. Juli 1937.
                1. Wolf Josef,* Aigen, 25. März 1883, k.u.k. Rittmeister, † Sieghartstein 3. November 1962 ⚭ Salzburg, 18. Oktober 1909, Maria Anna, Tochter des Hugo Graf O’Donell und der Gabriele Gräfin Thurn-Valsássina, * Linz, 15. Dezember 1888, † 19. März 1972.
                  1. Wolf Arnulf, * Gröding, 30. Januar 1911, 1932 cand. architect. † Epsom, Surrey, GB 5. März 1976.
                  2. Wolf Christoph, * Aigen, 21. Juli 1912, cand. forst., † Russland, 14. Dezember 1942, gefallen
                  3. Gabriele, * Aigen, 26. Oktober 1915, † 9. April 1999 ⚭ Josef, count Pálffy von Erdöd, * Szomolány, 21. Februar 1898, † Sieghartstein 14. April 1978.

                2. Maria Theresia, * Klebing, 8. Februar 1884, Ehrendame des Damenstifts Graz, ⚭ Sieghartstein, 18. August 1921, Alfred Wolff, Rechtsanwalt in Salzburg
                3. Elisabeth, * Klebing, 28. März 1885, ⚭ Sieghartstein, 16. Februar 1920, Douglas Georg Karl Moritz Maria Kolumban, Graf O’Donnell von Tyrconell, Sohn des Hugo Grafen O’Donell, * Linz, 10. März 1890, † Gmunden, 8. Mai 1970.
                4. Wolf Johann B., * Klebing, 5. Juli 1887, stud. jur., † München, 22. August 1910.
                5. Anna Maria, * Aigen, 21. Jänner 1891, † 19. Mai 1978 ⚭ Aigen, 18. August 1915 mit Alfred Graf von und zu Aichelburg-Rumerskirchen, Sohn des Anton Graf Aichelburg von Potenhoff und Greiffenstein und der Maria Freiin Bourguignon von Baumberg, * Pula, 27. Mai 1885, † Bodenhof, 6. Juli 1961.
                6. Theresia, * Aigen, 18. Juli 1894, ⚭ Salzburg, 28. Oktober 1919 mit Franz, Sohn des Hermann Freiherr von Gebsattel und der Adelheid Freiin Riederer von Paar, * Bamberg 9. Juni 1889, † Wischni-Woluschek (in sowjetischer Kriegsgefangenschaft), 13. Oktober 1945.

              6. Wolf Peter, * Aigen, 21. Oktober 1895, † Weyregg, 22. Juni 1961 ⚭ Högyesz, 14. April 1921 mit Andrea, Tochter des Friedrich Prinz Liechtenstein und der Maria Irma Gräfin Apponyi, * Wien, 18. Juni 1898, † Salzburg, 1944.
                1. Wolf Maria Friedrich, * Rosegg, 4. Februar 1922, 1940 Maturant am Akademischen Gymnasium in Salzburg,[12] † Abbeville, 6. Dezember 1942, gefallen als Leutnant der deutschen Luftwaffe

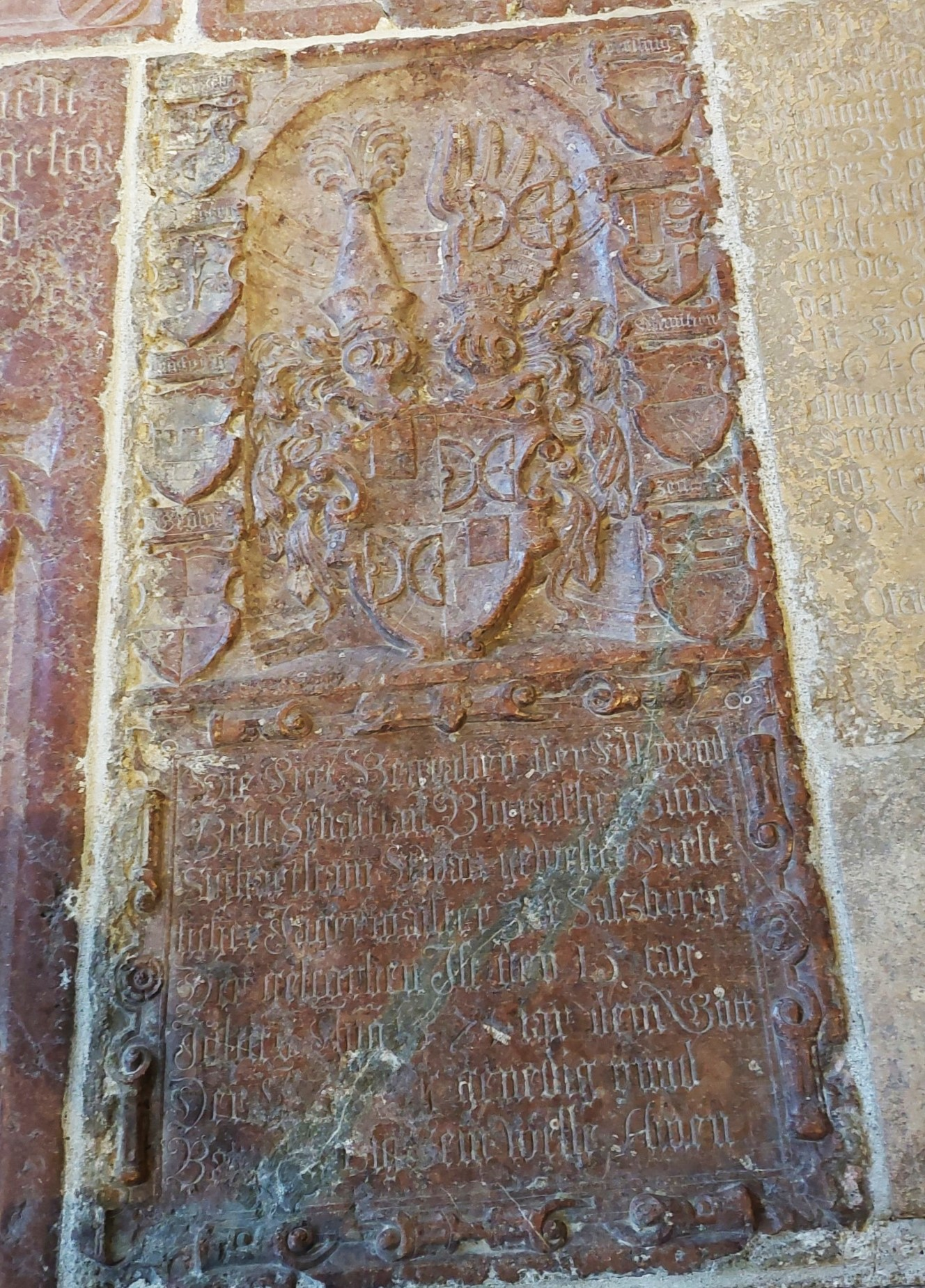
Epitaph der Ueberacker am Boden der Margarethenkapelle
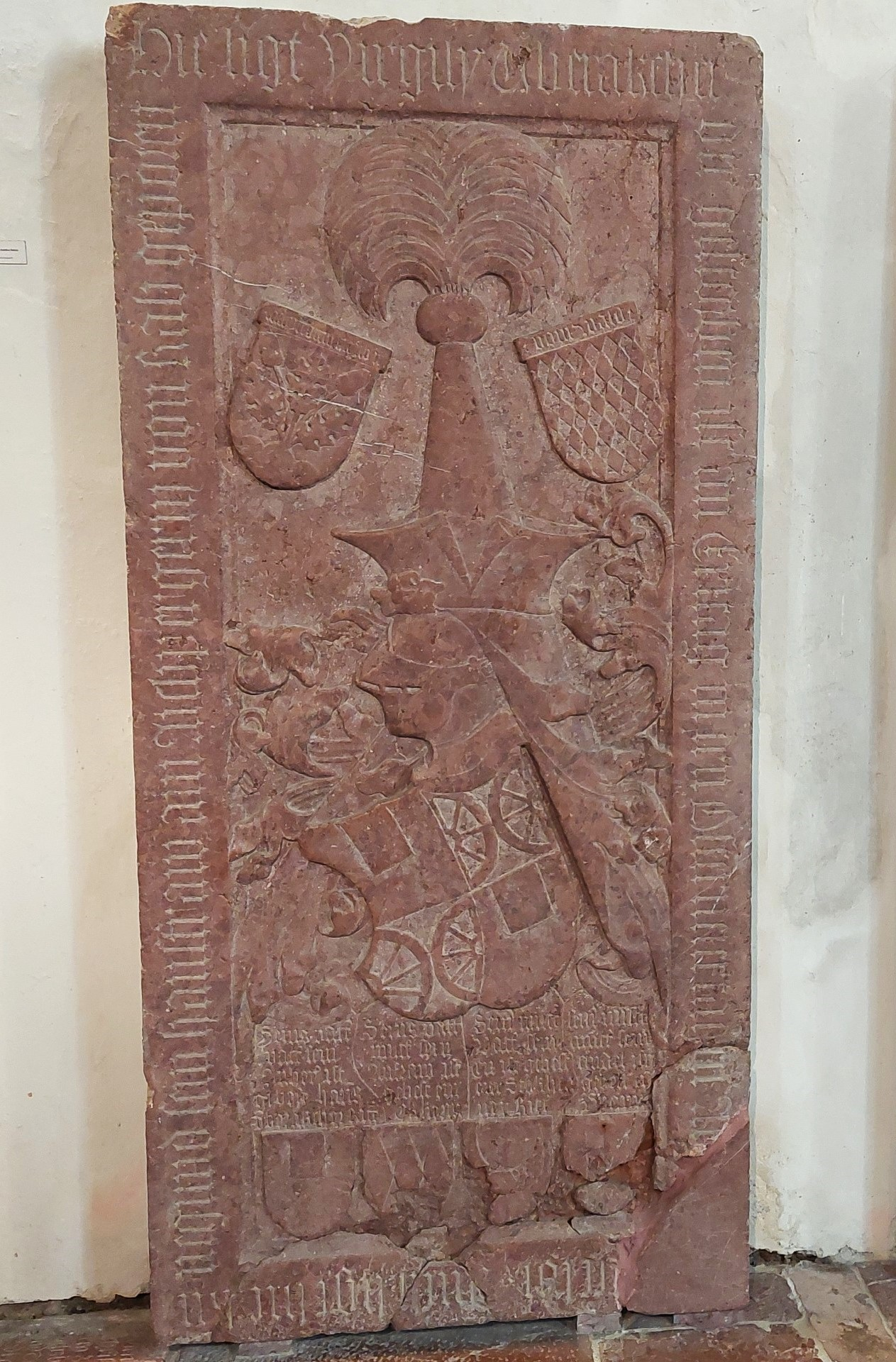
Epitaph der Ueberacker auf der linken Seite der Margarethenkapelle
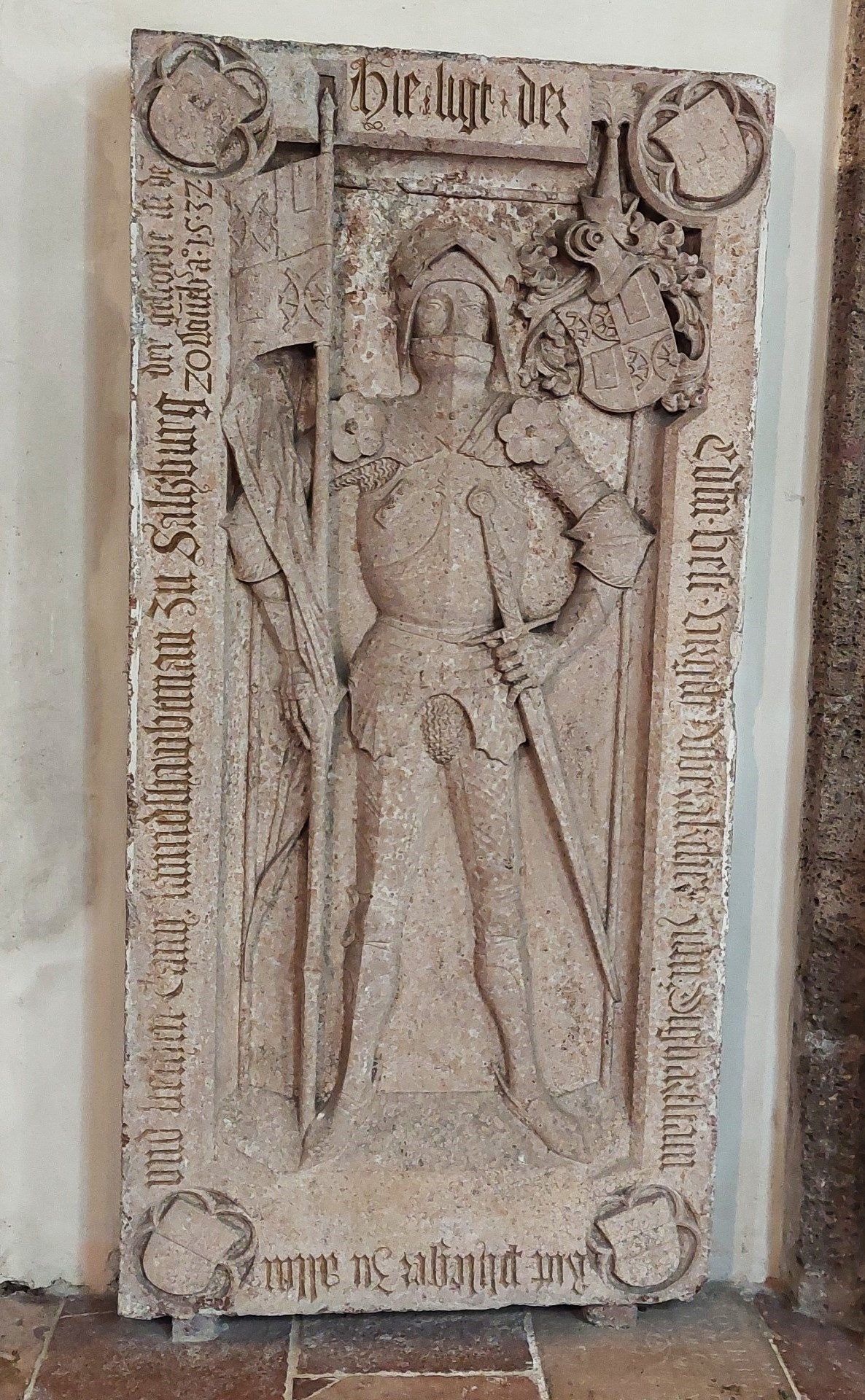
Epitaph der Ueberacker auf der linken Seite der Margarethenkapelle
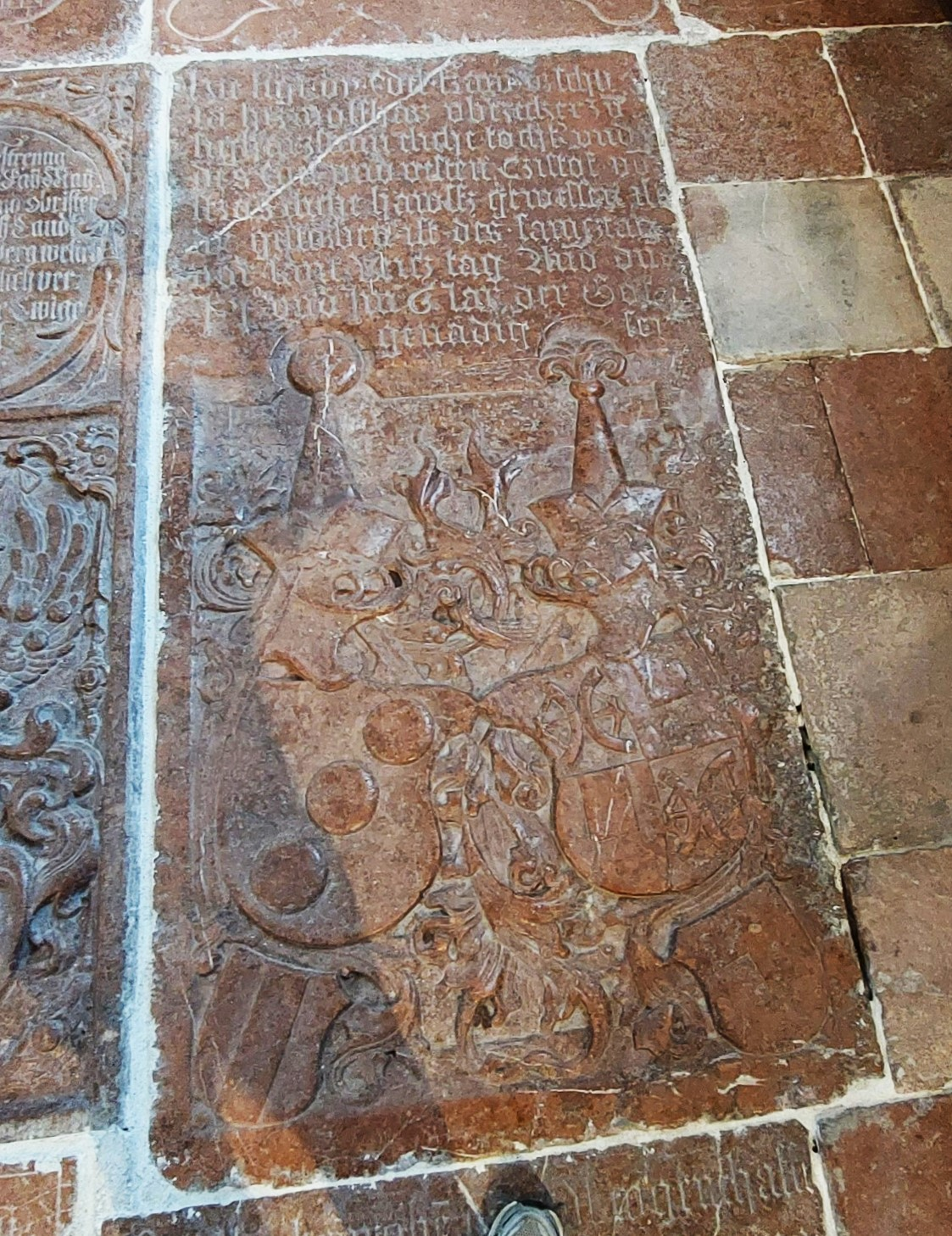
Epitaph der Ueberacker am Boden der Margarethenkapelle
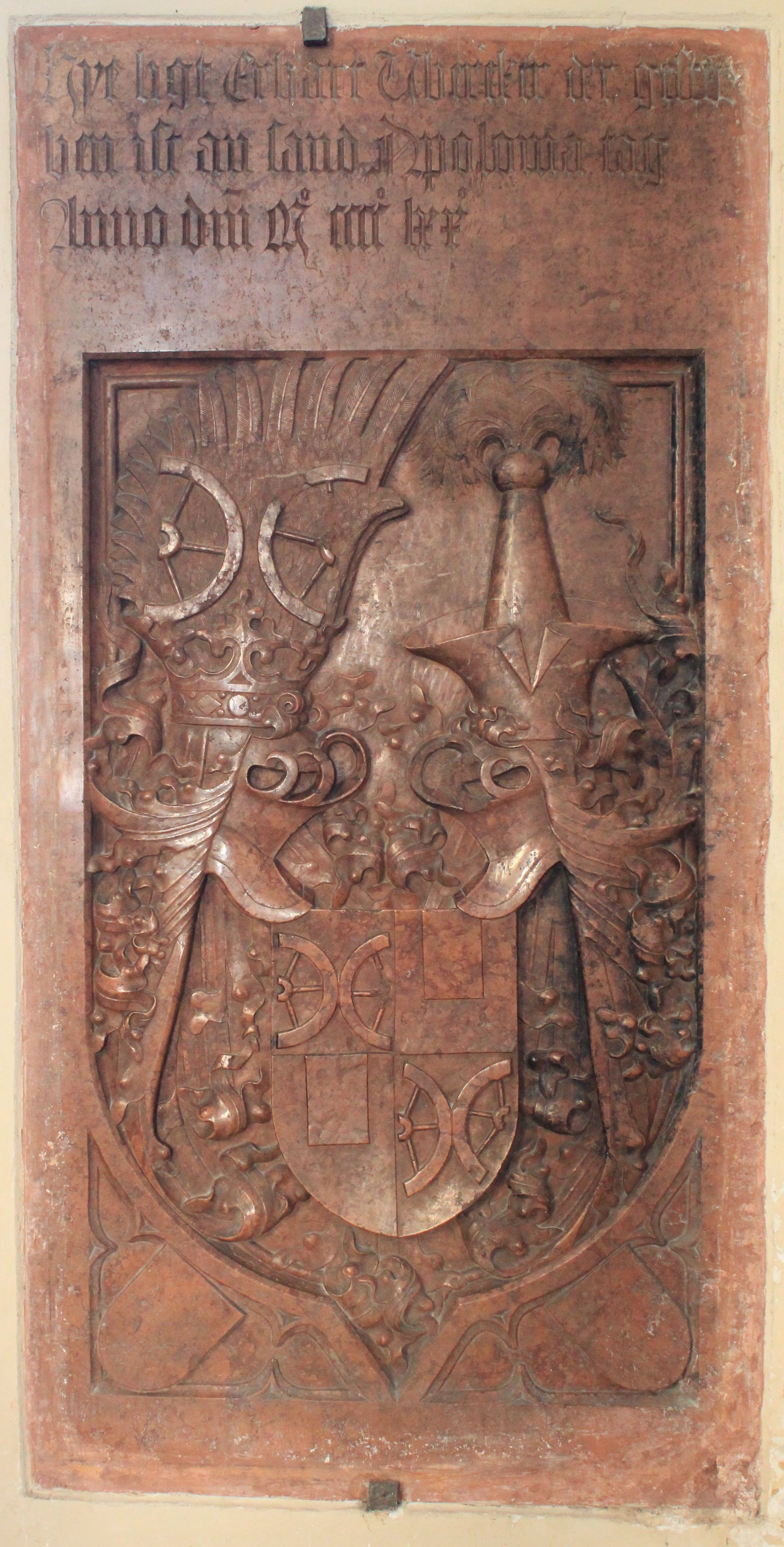
Wappengrabplatte Erhart Ueberacker in der Pfarrkirche hl. Bartholomaeus von Friesach